# 142
142 рік — невисокосний рік, що почався в понеділок за григоріанським календарем. 
Римська імперія •  Парфянське царство •  Кушанське царство •  Східна Хань •  Сармати

## Геополітична ситуація
У Римській імперії править Антонін Пій (до 161). Імперія  займає Апеннінський, Піренейський та Балканський півострови, Галлію, частину Британії, Близький Схід, Північну Африку включно з Єгиптом. 
Наймогутніша держава центральної Азії — Парфянське царство. Наймогутніша держава Індостану — Кушанське царство. Династія Хань править у Китаї.  Корейський півострів ділять між собою Три корейські держави. 
Триває докласичний період цивілізації мая.
На території майбутньої України, в степах Причорномор'я, кочують сармати, північніше — племена Черняхівської культури.

## Події

### Римська імперія
- Консулами У Римі були Луцій Куспій Пактумей Руфін та Луцій Стацій Квадрат.
- У Британії почалося спорудження валу Антоніна на північ від стіни Адріана.
- Завдяки військовим успіхам Квінта Лоллія Урбіка в Британії Антонін Пій удруге одержав титул імператора.[1].
- Маркіон проголосив Старий Заповіт несумісним з християнством.

### Азія
- Шаньюй хунну Сюлі наклав на себе руки.
- Китайські війська знову окупували область цянів.
- Князь хунну Уси пограбував Бінчжоу.

## Народились
- Емілій Папініан — видатний давньоримський правник та політичний діяч часів династії Северів.

## Померли
- Гігін — дев'ятий папа Римський.
- Сюлі — шаньюй хунну з 128 року по 142 рік.